# Ernst Riggert
Ernst Riggert, auch Christoph Ernst Riggert oder Ernst Christoph Riggert (* 1. November 1902 in Kutenholz; † 12. November 1977 in Hamburg) war ein deutscher Pädagoge, Journalist und Verleger.

## Herkunft und Ausbildung
Ernst Riggerts Vater fiel 1917 als Berufssoldat im Ersten Weltkrieg. Ernst, der der Älteste von fünf Geschwistern war, schloss sich 1914 der Wandervogel-Bewegung an, bei der er bis 1920 Mitglied blieb. Es folgte bis 1923 eine Volksschullehrer-Ausbildung an einer Präparandenanstalt.

## Die Unsicherheiten der Weimarer Zeit
Die mit der Inflation einhergehende Wirtschaftskrise verhinderte, dass Ernst Riggert eine Anstellung fand, und so musste er sich bis 1928 als arbeitsloser Junglehrer durchschlagen. Er engagierte sich bereits seit 1922 in der linksorientierten Allgemeinen Freien Lehrergewerkschaft Deutschlands (AFLD), wurde 1927 Mitglied in der SPD und engagierte sich in der Arbeitsgemeinschaft Sozialdemokratischer Lehrerinnen und Lehrer. Seine Erfahrungen aus der Zeit der Erwerbslosigkeit beziehungsweise der Zeit nur kurzfristiger Anstellungen verarbeitete er in seinen Schriften Aus der Praxis des Wanderunterrichts. Schule und Alkoholfrage und Wanderpapiere eines Junglehrers.
Riggert war verheiratet und seit 1929 Vater. Näheres über seine privaten Lebensverhältnisse in dieser Zeit scheint nicht bekannt zu sein.
Ebenfalls 1929 wurde Riggert „nicht endgültig angestellte wissenschaftliche Lehrkraft“ an der Freien Weltlichen Schule in Harburg-Wilhelmsburg. Bei dieser 1924 gegründeten Schule handelte es sich um eine nicht-konfessionellen Reformschule, eine sogenannte Sammelschule, die von Kindern besucht wurde, deren Eltern keinen Religionsunterricht wünschten. Neben seiner Tätigkeit dort verstärkte Riggert sein gewerkschaftliches Engagement. Er leitete die AFLD-Ortsgruppe und war von 1930 bis 1933 Schriftleiter der reichsweit vertriebenen Zeitschrift Der Volkslehrer des AFLD. In der Volkslehrer-Schriftenreihe erschienen auch Beiträge von ihm selber.
Politisch beschritt Riggert in jenen Jahren vor 1933 eine Gratwanderung. Er war kommunalpolitisch in der SPD aktiv, schrieb für die SPD-Blätter Volksblatt für Harburg-Wilhelmsburg und Umgebung und Hamburger Echo, leitete Schulungen der SAJ und war als Wahlkämpfer aktiv. Dieser gemäßigten lokalpolitischen Haltung standen seine linkssozialistischen Positionen gegenüber, die vor allem seine Gewerkschaftspublizistik prägten. Er setzte sich auch für eine Zusammenarbeit von SPD und KPD ein.

## Emigration und Exil
Nach der nationalsozialistischen Machtergreifung wurde Ernst Riggert schnell Opfer von Verfolgungen. Zwischen Februar und Oktober 1933 wurde er mehrfach verhaftet und verlor aus politischen Gründen seine Arbeit als Lehrer. Auch die Zeitschrift Der Volkslehrer wurde verboten.

Im Oktober 1933 gelang Riggert über das Saargebiet die Flucht nach Straßburg, wo er Unterstützung durch die französische Volksschullehrergewerkschaft, dem Syndicat National des Instituteurs (SNI), fand und weiterhin publizistisch aktiv blieb. Die SNI war wie die AFLD Mitglied im Internationalen Berufssekretariats der Lehrer (IBSL), und Ernst Riggert verfügte von daher über gute Kontakte zu dem Strasburger ISBL-Vorsitzenden L. C. Klein.

„Ernst Riggerts Positionen in der AFLD und seine Kenntnisse über die Arbeit der deutschen wie internationalen Lehrergewerkschaften, seine ausgewiesene NS-Gegnerschaft, seine publizistischen Fähigkeiten und seine zahlreichen Kontakte machten ihn zur geeigneten Person, die Belange der deutschen Lehreremigranten im Sinne des IBSL zu Vertreten und die Aufgaben, die sich stellten, auszuführen. Mit Hilfe von Klein erhielt er eine ‘Récépissé’, eine provisorische Aufenthaltsgenehmigung für Frankreich, und ein Ein- und Ausreisevisum, das ihm u. a. gestattete, Reisen zu unternehmen, die der Vorbereitung der organisatorischen Festigung der deutschen Lehreremigranten dienten […]. In Absprache mit dem Vorstand des IBSL erfolgte dann Ende 1933 die Gründung der ‘Union des instituteurs allemands émigrés - Verband deutscher Lehreremigranten’. Damit hatte sich die Wichtigkeit internationaler Organisationen für den Aufbau funktionsfähiger Emigrantenorganisationen bestätigt.“

Riggert blieb zwei Jahre in Frankreich und reiste dann Ende September 1935 über Dünkirchen nach Kopenhagen. Gründe für diesen Ortswechsel sind nicht bekannt, doch Christian Gotthardt verweist auf die vielen Freunde und ehemaligen Kollegen Riggerts, die dort bereits lebten. Riggert arbeitete in Kopenhagen anfangs als Sprachlehrer, bald aber als Nachrichtenredakteur und Übersetzer für den dänischen Rundfunk. Er organisierte sich in der Emigrantenpolitik vor Ort und blieb auch weiter für den Verband deutscher Lehreremigranten aktiv. Zu seinen Mitstreitern gehörten unter anderem Walter Hösterey, der sich Walter Hammer nannte, Walter A. Berendsohn und Otto Piehl (* 12. September 1906 – † 2. Juli 1999), „Maschinenbauer, Sozialdemokrat, 1933 KZ Fuhlsbüttel, nach Entlassung in den Untergrund und dann zur Fahndung ausgeschrieben, 1934 Flucht nach Dänemark, 1938 ausgebürgert, 1940 nach Schweden. 1953 Rückkehr nach Deutschland, beschäftigt bei der IG Metall in Frankfurt a. M.“.

## Verhaftung und Abschiebung nach Deutschland
Am 9. April 1940 wurde Dänemark von deutschen Truppen besetzt. Ernst Riggert, der inzwischen zusammen mit seiner dänischen Lebensgefährtin ein gemeinsames dreijähriges Kind hatte, wurde am 26. Juli 1940 verhaftet und, wie 79 weitere deutsche Flüchtlinge, im Lager Horserød interniert.

„Von Hörseröd schob ihn die dänische Polizei im August 1941 nach Deutschland ab. Hier wurde er wegen Vorbereitung zum Hochverrat zu einem Jahr Zuchthaushaft verurteilt, die er in Neumünster verbrachte. Ab August 1942 lebte er bei seiner Mutter und Geschwistern in Lüneburg, arbeitete auf Geheiß der Gestapo in der Lüneburger chemischen Fabrik Vogelsang und stand unter Aufsicht der Gestapo Lüneburg. Im August 1944 kam er im Rahmen der Verhaftungsaktion ‘Gewitter’ in das KZ Neuengamme, wo er bis zu seiner Befreiung im März 1945 gefangen blieb.“

Im Jahre 2017 fand Christian Gotthardt bei Recherchen im Bundesarchiv in Berlin „eine augenscheinlich von der Gestapo Hamburg gefertigte undatierte Liste von rund 120 ihrer sogenannten ‘V-Männer’ (‚Verbindungsmänner‘, darunter auch Frauen), das heißt Kontaktpersonen, die für Auskünfte über Dritte oder Lockspitzel-Dienste zur Verfügung standen. Sie enthalten jeweils den Namen der Person, den inhaltlichen Fokus der Berichtstätigkeit (Allgemein, Kommunismus, Außenwirtschaft, Militär usw.), das Maß der Zuverlässigkeit der Informanten sowie die verantwortliche Gestapo-Dienststelle bzw. den Namen des kontaktierenden Gestapo-Mitarbeiters.“ Auf dieser Liste befand sich auch der Name von Ernst Riggert; er soll als V-Mann für die Gestapo Lüneburg tätig gewesen sein.
Nach Abwägung unterschiedlicher Aspekte kommt Gotthardt zu der Erkenntnis, dass Riggerts „Erscheinen auf diesen Listen […] zunächst einmal nichts aus[sagt] über tatsächlichen Verrat, sondern nur über die Wahrnehmung der Gestapo“. Da es über diese Liste hinaus keine belastbaren Indizien für eventuelle Spitzeltätigkeiten von Riggert gibt, plädiert er dafür, diese Frage als Auftrag für weitere Forschungen offenzuhalten.

## Neustart 1945
Feidel-Mertz und Schnorbach lassen ihre Kurzbiographie mit dem Jahre 1945 enden und behaupten, Ernst Riggert sei Redakteur in Hamburg geworden. Tatsächlich aber startete Riggert seine Nachkriegskarriere im April 1945 als Bibliothekar bei der britischen Besatzungsverwaltung und arbeitete vom Juli 1945 an bei der Lüneburger Post, einem Nachrichtenblatt der britischen Militärverwaltung, aus der im Januar 1946 die Landeszeitung für die Lüneburger Heide (auch Lüneburger Landeszeitung) hervorging. Ernst Riggert erhielt zusammen mit einigen weiteren Personen die Herausgeberlizenz und wurde Chefredakteur. Im Mai 1947 wurde er auch Mitglied im Aufsichtsrat des Deutschen Pressediensts (dpd). Publizistisch war er darüber hinaus auch für Die Zeit tätig, so erstmals im Dezember 1946 mit dem Artikel Kopenhagener Reise, in dem er sich nach einer zehntägigen Reise mit dem Misstrauen gegen die Deutschen in seinem früheren Exilland auseinandersetzt. Riggerts Fazit: „Dies Mißtrauen muß zunächst hingenommen werden. Es ist auch verständlich, daß die Dänen in Deutschland, einem Lande, das noch so wenig Selbstbesinnung, und Ziel offenbart, in dem der Hunger die Gedanken vertreibt, wenig Ermutigendes für eine Änderung ihrer Haltung finden.“ Aber: „Ein seiner besten Kräfte bewußtes Deutschland, ein Deutschland des Widerstandes gegen die seit Generationen befolgten Irrwege, deren äußerste und letzte Konsequenz der Nationalsozialismus war, würde wieder als Nachbar anerkannt werden. Und unsere Grenze im Norden würde Front des friedlichen Wetteiferns und Brücke in einem sein. Über solche allgemeinen Gedanken kann man sich heute in Kopenhagen, mit Nachdenklichen aus vielen Lagern verständigen. Im übrigen wäre es falsch anzunehmen, daß von dort nur gerichtet und verurteilt wird. Es gibt deutliche natürliche Neigungen, Partei für den am härtesten Bedrängten zu ergreifen, obgleich man offiziell immer wieder warnte, nur ja keine Mitleidskampagne für die Deutschen zu führen – und deswegen erst jetzt beginnt, sich ein Bild der deutschen Wirklichkeit zu machen.“
Christian Gotthardt erwähnt weiterhin von Riggert gegründete Verlage (Verlag „Öffentliche Fragen“ und Verlag „Der nächste Schritt“), „in deren Broschüren – im pathetischen Stil der unmittelbaren Nachkriegszeit – die einschlägigen Fragen des demokratischen Neubeginns“ von ihm besprochen worden seien. Ob in beiden Fällen mehr als ein oder zwei der unten aufgeführten Broschüren erschienen sind, ist ungewiss; Belege für die längerfristige Existenz der beiden in Lüneburg ansässigen Verlage ließen sich nicht finden.

Riggerts Karriere als Chefredakteur fand Ende der 1940er Jahre ihr Ende. In einem Spiegel-Artikel vom 28. Februar 1951 wird er als ehemaliger Chefredakteur der Lüneburger Landeszeitung erwähnt, der bereits seit 1950 einer anderen Beschäftigung in Hamburg nachgehe. Die Gründe für seine Ablösung bleiben im Dunkeln; Gotthardt bringt sie in Zusammenhang mit dem Ende der Lizenzpflicht im Jahre 1949. Die erwähnte andere Beschäftigung Riggerts in Hamburg erfolgte für den Nordwestdeutschen Rundfunk (NWDR).

„Er sollte die NWDR-Zeitschrift ‘Der Hörer’ machen. Nach BBC-Vorbild des ‘Listener’ sollten hier Sendungen des NWDR nachträglich im Druck festgehalten werden.
Riggert blieb bei der Vorbereitung der Zeitschrift nicht lange allein. Professor Dovifat setzte ihm, um CDU-Belange gewahrt zu sehen, Paul Sackarndt als Stallgefährten an die Seite.
Das Zweigespann brachte im August 1950 ein blauumschlägiges Probeheft ans Licht der Welt. Dem Verwaltungsrat genügte es nicht. Daher wurde das Projekt eilends wieder abgeblasen. Das im Pressehaus in Hamburg bezogene Redaktionsbüro wurde geräumt. Alles in allem war der NWDR um 30 000 DM leichter und immer noch ohne Zeitschrift.“

Die Folgejahre scheint Riggert ausschließlich als freier Journalist verbracht zu haben. Welche sozialen Zwänge damit verbunden waren, beschreibt Christian Gotthardt.

„Riggert sah sich wieder in Existenznöten. Betrachtet man seine Berufsbiographie, dann zählt man für die Zeit vor 1933 maximal 4 Jahre gezahlte Sozialversicherung. Ein Beamtenstatus hat er in dieser Zeit nicht erringen können. Dann folgten 13 Jahre Leben von der Hand in den Mund, und schließlich noch Haft. Entschädigungen aufgrund des Verfolgten-Status waren kärglich. Er musste also beständig Engagements auftun, auch mehrere nebeneinander, um leben zu können.“

Nach dem Ende seiner Tätigkeit in Lüneburg zog Riggert nach Hamburg. 1956 heiratete er Edith Hirsch (* 1912) und firmierte in den Adressbüchern als „Journalist“ oder „Redakteur“. 1957/58 arbeitete er vorübergehend als Geschäftsführer einer Anzeigen- und Werbeagentur.

## Der Militär- und SS-Versteher
1950 erschien im Verlag der Frankfurter Hefte das Buch Der deutsche Generalstab. Geschichte und Gestalt, 1640–1945 von Walter Görlitz. Hierzu veröffentlichte Ernst Riggert im Oktober 1950 in der Zeit eine Rezension, die mit den Sätzen endet:

„Die Geschichte des preußisch-deutschen Generalstabes ist abgeschlossen. Die Nürnberger Anklage, die den Generalstab beschuldigte, an der Entfesselung des Zweiten Weltkrieges führend beteiligt gewesen zu sein, ließ sich nicht aufrecht erhalten. An uns ist es, zu überlegen, was aus der Geschichte des Generalstabes für künftige Lösungen zu lernen ist.“

Vermutlich zum ersten Mal hatte Ernst Riggert hier zu dem Thema gefunden, das die nächsten Jahre seine publizistische Arbeit bestimmte: Rückbesinnung des durch „einseitiges Spezialistentum mit seinem Verzicht auf Weltanschauung und Weltinteresse“ in die Krise geratenen Militärs auf die „Universalität der politischen und militärischen Anschauung zu Scharnhorsts Zeiten“ – und darauf aufbauend: die Aussöhnung der Arbeiterschaft mit dem Militär.
Was den ehemals links der SPD stehenden Riggert dazu bewogen hat, ein sich stetig verstärkendes militärisches Sendungsbewusstsein zu entwickeln, ist nicht zu ergründen, „immer deutlicher wurde aber sein Bestreben erkennbar, das in der deutschen Bevölkerung und insbesondere in der Sozialdemokratie unpopuläre Thema Wiederbewaffnung und NATO-Mitgliedschaft mundgerecht aufzubereiten. […] Zweck der demokratischen Bewaffnung, so seine Argumentation, sollte der Schutz der Demokratie durch die Abwehr reaktionärer oder kommunistischer Aggressionen sein.“ Eine Plattform für seine Thesen boten ihm ausgerechnet die Gewerkschaftlichen Monatshefte.
Riggerts Einsatz für die Remilitarisierung war in weiten Kreisen der SPD unpopulär, er deckte sich aber mit den letztlich erfolgreichen Bestrebungen Herbert Wehners, in dessen Hamburger Umfeld er verkehrte. Doch Riggerts Rechtsdrift ging noch weiter. „Spätestens seit Dezember 1951 hielt Riggert Kontakt mit der Hamburger Hilfsgemeinschaft auf Gegenseitigkeit der ehemaligen Waffen-SS–Soldaten (HIAG, 1949 gegründet) und unterstützte auch deren Forderung nach einer Generalamnestie. Über die Stimmung der ehemaligen Soldaten unterrichtete er das britische Militär und den SPD-Vorstand ausführlich.“ Und in den Gewerkswchaftlichen Monatsheften rehabilitierte er 1953 Soldatenbünde, zu denen er ausdrücklich auch die HIAG zählte, als normale psychologische und sozialpolitisches Phänomene, von denen keine Gefahr für die Demokratie ausgehe. Riggerts Verharmlosung beginnt mit dem Verweis auf das andernorts Übliche: „In den meisten großen Ländern der Welt, bei allen westeuropäischen Nachbarn Deutschlands bestehen soldatische Veteranenverbände, die zum Teil — wie in den USA und in England — enormen Einfluß im öffentlichen Leben ihrer Länder gewonnen haben.“ Ihre Existenzberechtigung begründet er aus der „Verbundenheit, die ein gemeinsames Kriegs- oder Gefangenschaftserlebnis“ geschaffen habe. Soldatenbünde seien „Traditionsgemeinschaften“, denen ohne Einschränkung auch die HIAG zuzurechnen sei. Es gäbe keine antidemokratischen Ziele in der HIAG, weshalb ihr „gegenüber kein kollektives Verdammungsurteil aufrechterhalten“ werden dürfe. Folgerichtig ist  Paul Hausser für Riggert auch nur „der anerkannte Senior der ehemaligen Waffen-SS“, der für ein loyales Verhältnis zur Demokratie und zur Bundesrepublik stehe.
Was Riggert eigentlich bedauert, ist, dass die Vielzahl der Soldatenbünde, die nach dem Zweiten Weltkrieg entstanden sind, nicht zu einer Einheit gefunden haben. „In entscheidenden Gruppen war man sich bewußt, daß man Einigkeit nicht traditionsgemäß voraussetzen dürfe, wo erst eine Klärung erzielt werden müsse, wenn die Soldatenbünde nicht zwangsläufig in Partei- und Tagespolitik abgedrängt werden sollten. Auch an dem teilweise peinlichen Rufen nach einer ‚Wiederherstellung der deutschen Soldatenehre‘ haben sich nur kleinere Kreise beteiligt. Für die andern war klar, daß Ehre von niemandem gegeben oder genommen werden könne, außer von dem einzelnen selber, der sie preisgibt oder gewinnt. Viele Versammlungen alter Soldaten dienten würdiger Besinnung auf die Pflichten eines Bürgers in einem demokratischen Europa.“ Alle Soldatenbünde seien „keine eigentlichen politischen Organisationen“, „kommunistische Unterwanderungs- und Beeinflussungsversuche […] sind wirksam entlarvt und abgewehrt worden“, und „man hat überwiegend den Eindruck, daß ein in den Erfahrungen der Vergangenheit begründetes Mißtrauen die Mitglieder der Bünde gegen politischen Mißbrauch immun macht“. Aber: „Verständnisvolle, wohlwollende, verwerfende, skeptische, pazifistisch-antisoldatische Bemerkungen seitens führender Gewerkschafter und Politiker werden aufmerksam registriert.“

Riggerts Schlussfolgerung ist eindeutig:

„Nach all diesem kann kein Zweifel bestehen, daß die Soldatenbünde trotz ihrer parteipolitischen Neutralität ein Politikum sind. Sie sind allerdings noch keine einheitliche Kraft. Daher sind sie auch mit keinem summarischen Urteil abzutun oder anzuerkennen. Vorbildliche soziale Kräfte sind ebenso in ihnen wirksam wie kleiner persönlicher Ehrgeiz und rückwärts gewandte Sehnsüchte. Man könnte sagen, sie stellten einen getreuen Querschnitt unseres Volkes dar, als dessen geschlagene Soldaten sie in mehrfacher Hinsicht einen schweren Heimweg hatten. In ihren Reihen finden sich die Sehnsucht nach befriedigender Einordnung in den Staat neben dem tödlichen Zweifel, in harten Jahren gewachsene Toleranz neben grimmiger Intoleranz.
Die Soldatenbünde sind keine Staatsgefahr, sie sind auch kaum reaktionär — von den gekennzeichneten Ausnahmen abgesehen. Aber sie sind schwierig, so schwierig wie eben die Stellung eines alten Soldaten nach jahrzehntelanger Fehlentwicklung des Verhältnisses von Wehrmacht und Staat, nach dem Mißbrauch, den der Nationalsozialismus mit ihr getrieben hat, nach den Kollektivurteilen, die über den wehrlos Gewordenen nach der Niederlage zusammenschlugen, nur sein kann. Der neue Staat ist dem alten Soldaten vielfach noch keine Heimat geworden, obgleich er ihn als Ansatzpunkt für jede neue Arbeit bejaht. Den meisten geht es nicht um Glanz und Gloria der Uniform. Diejenigen, die sich unter ungeklärten Verhältnissen um Wiederverwendung bemühen, die von neuen Orden träumen, die nichts anderes kennen als die HDv, werden nicht besonders geschätzt. Der Staat hätte an den Soldatengruppen etwas zu gewinnen, doch kann er sie nicht kaufen. Der demokratische Staat könnte an ihnen auch viel verlieren, wenn es nicht gelingt, sie einzuordnen und zu überzeugen. Nicht für eine Partei, sondern für demokratische Mitarbeit.
Daß der ehemalige Soldat ein echter Bürger des demokratischen Staates werde, daß der zukünftige nichts anderes sei, das ist das Grundanliegen, auf das unsere Betrachtung führt.“

Im Gegensatz zu diesem Verständnis für die Soldatenbünde unter Einschluss der HIAG beurteilt er pazifistische Bestrebung äußerst negativ. In seinem Zeit-Beitrag Der Wurm in der deutschen Eiche vom 14. Juni 1951 beschreibt er ein Treffen, zu dem „unter anderem 20 Ritterkreuzträger, zwölf Eichenlaubträger, acht Generale und zwei Admirale erschienen“ seien, die sich „als ‚Gegengewicht gegen die der Kriegspolitik Adenauers ergebenen‘ Soldatenbünde“ verstanden hätten, als vom Osten gesteuerte Veranstaltung. Sein Beweis: Zu dem Treffen in Uelzen sei einzig und allein ein Korrespondent der DDR-Nachrichtenagentur ADN eingeladen gewesen. Schon das war Riggert Grund genug, sich nicht mit dem Aufruf der Versammlung „Kämpft mit uns durch Bekenntnis und Tat in den vordersten Reihen aller Deutschen, die verhindern wollen, daß unser Volk und Vaterland durch die Remilitarisierung fremden Interessen geopfert wird.“ auseinandersetzen zu müssen. Und wo er ein Jahr zuvor so viel Verständnis für Paul Hausser, „den anerkannten Senior der ehemaligen Waffen-SS“, zeigte, ist er nun der Meinung, dass einer der Mitorganisatoren des Treffens, Ernst Jäckel, schon in der Kriegsmarine ein bekannter Denunziant gewesen sei, „der nun das ehemalige deutsche Offizierkorps zu neuem Zusammenschluß aufruft – für einen Zweck, der sich seltsamerweise mit dem Hauptziel sowjetischer Politik in Deutschland deckt“. Nach Christian Gotthardt führte Riggert „gegen die Protagonisten Interna ins Feld, die er wohl nur aus Wehrmachtsquellen hatte schöpfen können. Neu war außerdem ein bisher bei ihm nicht gekannter antikommunistischer Tenor.“

## Vorkämpfer der Zivilverteidigung
Angesichts seines Verständnisses für die Soldatenbünde und selbst der HIAG ist es nahezu folgerichtig, dass Riggert, der in der Publizistik der 1950er Jahre als „Wehrexperte der SPD“ und „als Experte für die Nato“ galt, seine nach Auffassung von Christian Gotthardt wichtigste und auflagenstärkste Veröffentlichung, die Broschüre Volk und Verteidigung, im Kölner Markus-Verlag erscheinen ließ. Dieser Verlag, ein Tochterunternehmen des Verlagshauses M. DuMont Schauberg, wurde in den frühen 1950er Jahren von Eberhard Taubert geführt, der reichlich Propagandaerfahrung unter Joseph Goebbels gesammelt und nach dem Ende des Zweiten Weltkriegs unter anderem für den amerikanischen Geheimdienst gearbeitet hatte. In Kooperation mit dem Innen- und dem Verteidigungsministerium war der Markus-Verlag darauf spezialisiert, militärpolitische Propagandaschriften sowie Soldaten- und Polizeiblätter herauszugeben.

In Volk und Verteidigung plädierte Riggert für eine „zivile Verteidigungsbereitschaft“.

„Inhaltlich-organisatorischer Kern des Projektes wurde die europaweite Ausbreitung des skandinavischen ‚Volk und Verteidigung‘- Konzeptes, einer staatsfinanzierten zivil-militärischen Kooperationsinstanz, in der militärische und zivile Verbände und Institutionen korporativ Mitglieder werden konnten. In solchen jeweils national zu etablierenden Organisationsstrukturen sollten Militär und Zivilgesellschaft miteinander verschränkt werden, und zwar nicht allein kommunikativ, sondern auch operativ. Ziel war eine umfassende Verteidigungsbereitschaft und Verteidigungsfähigkeit der Gesellschaft in ihrer Gesamtheit. Im Focus standen dabei Parteien, Gewerkschaften und sonstige Massenorganisationen, Journalisten-, Lehrer und Jugendverbände sowie die Institutionen und freiwilligen Helfer des Zivilschutzes.“

Gotthardt verweist auf eine Vielzahl von Aktivitäten, die Ernst Riggert in den 1960er Jahren initiierte, um seine Ideen publik zu machen. Er arbeitete dabei mit der CIA ebenso zusammen, wie mit CDU-nahen Einrichtungen, und ihm „standen […] zeitweilig erhebliche Mittel des deutschen Verteidigungsministeriums zur Verfügung“ – auch für internationale Unternehmungen. „Das Natomitglied Dänemark und das neutrale Schweden verliehen ihm zu Beginn der 1970er Jahre in Anerkennung seiner Dienste hohe Auszeichnungen.“ Riggert nahm in dieser Zeit, so Christian Gotthardt, „eine gewisse Trotzhaltung gegenüber der SPD-Linken“ und „kultivierte seinen Außenseiterstatus“.

„Immerhin konnte er sich damals, in den Zeiten des eiskalten Krieges, noch als zwar unbeliebter, aber unverzichtbarer ‚go between‘ zwischen CDU-Kanzleramt, SPD-Vorstand, der Nato und den Wehrmachtssoldaten fühlen. Und es gab ein rechtes, staatsautoritär orientiertes Netzwerk in der SPD, in dem er noch Bewegungsfreiheit besaß. Er träumte damals von einer Wiederbelebung der rechtssozialdemokratischen ‚Sozialistischen Monatshefte‘ von vor 1933, zeitgemäß aufgezogen als aktuelle Verständigungsplattform sozialdemokratischer Amerikafreunde und Nato-Anhänger. Als er aber Mitte der 1950er Jahre auf die Positionen der CDU/CSU überging und sich vom Presseamt des Kanzlers Adenauer bezahlen ließ, wurde deutlich, dass sein Leben irgendwann in den 1940er Jahren einen tiefen Bruch erlebt hatte. Welcher Art dieser Bruch war, wissen wir bis heute nicht.“

## Ausgemustert und vergessen
Riggerts Stern sank nach dem Regierungsantritt der Sozialliberalen Koalition unter Willy Brandt im Jahre 1969.

„Mit dem Antritt der sozialliberalen Koalition 1969 war Riggert das Budget zur Finanzierung seiner Projekte bereits stark eingeschränkt worden. Der Versuch, durch eine eigene Jugendsparte der amerikakritischen Studentenbewegung entgegenzutreten, geriet dabei ins Straucheln. Nach der Wahl von 1972, in der Willy Brandts Politik eindrucksvoll bestätigt wurde, zog sich der BND gänzlich aus den Projekten zurück. Mit der Demontage des zentralstaatlichen, ‚staatspolitisch‘ aufgeladenen Zivilschutzes zugunsten der kommunalen Feuerwehren und des unpolitischen Technischen Hilfswerks, auch dies ein Projekt der Regierung Brandt, entfiel zudem eine wichtige Gussform für den angestrebten ‚zivilen Wehrbeitrag des Volkes‘. Das Netzwerk ‚Volk und Verteidigung‘ fiel daraufhin in kurzer Zeit in sich zusammen. 1978 war das letzte Jahr, in dem ihm öffentliche Mittel zuflossen.“

Als Riggert 1977 starb, war er weitgehend vergessen. „Ein Nachruf von Auftraggebern, Weggefährten oder Parteigenossen konnte bislang nicht gefunden werden.“

## Ehrungen
Riggert wurde das Bundesverdienstkreuz verliehen.

## Werke
- Literatur von und über Ernst Riggert im Katalog der Deutschen Nationalbibliothek:
  - Mobilmachung ohne Befehl. Skandinavische Heimwehren, Wehr und Wissen Verlags-Gesellschaft, Darmstadt, 1965.
  - Hamburg, eine nicht militärfromme Stadt. Aus Vergangenheit und Gegenwart Hamburgs mit besonderer Berücksichtigung seiner Kriegs- und Garnisonsgeschichte, Verlag Hamburg und die Welt, Hamburg, 1959 (Neuauflagen 1964, 1969).
  - Volk und Verteidigung. Erfahrungen und Aufgaben, Markus-Verlag, Köln, 1958 (nicht im Verzeichnis der DNB).
  - Der Deutsche und das Ausland, Verlag Öffentliche Fragen, Lüneburg, 1948.[20]
  - Der Weg ins Freie, Verlag „Der nächste Schritt“, Lüneburg, 1946 (angekündigt als Reihe heft 1 der Reihe Zur politischen Selbsterziehung Juli 1946).
  - Jugendjahre eines Tabakarbeiters, Verlag K. Zwing (Volkslehrer-Schriftenreihe, Heft 6), Jena, 1930. Der eigentliche Autor ist Fritz Pauk; Ernst Eggert wird unter seinem Pseudonym Roamer als Bearbeiter genannt. Von Fritz Pauk existiert ein weiterer (eventuell auch identischer) autobiografischer Beitrag in dem Buch von Alfred Kelly (Ed.): The German Worker. Working-Class Autobiographies from the Age of Industrialization, University of California Press, Berkeley, 1987, ISBN 978-0-520-05972-6, S. 399–428. In einer Inhaltsübersicht zu diesem Text heißt es: „Fritz Pauk (1888-?) erfordert wenig Einführung, denn hier wird seine gesamte Autobiographie vorgestellt. Pauks Motive zum Schreiben und seine Beziehung zu seinem Herausgeber sind unklar, noch ist klar, warum er seine Geschichte 1914 beendete. Auf jeden Fall bieten Pauks umfangreiche Reisen und Arbeitserfahrungen eine Fülle von Informationen, nicht nur über eine wichtige Branche, sondern auch über das manchmal schreckliche Leben auf der Straße - die schmutzigen Arbeiterbörsen, die Männerunterkünfte und die feindliche Polizei, immer auf der Hut vor „Landstreichern“. Diese kurze Autobiographie ist kein Meisterwerk, aber sie bietet ein lebendiges Panorama einer ganzen Epoche.“[21] Schon der Textumfang – bei Kelly 29 Seiten, Eggerts Bearbeitung 32 Seiten – lässt vermuten, dass es sich um identische Texte handelt, und ebenso deutet Eggerts Titel Jugendjahre ... in diese Richtung, da ja auch in der Einführung zu dem Kelly-Text darauf verwiesen wird, dass Pauk seine Geschichte 1914 enden ließ, im Alter von 26 Jahren also.
  - Arbeiterklasse und Konkordat, Verlag K. Zwing (Volkslehrer-Schriftenreihe, Heft 3), Jena, 1929.
  - Wanderpapiere eines Junglehrers, Verlag K. Zwing (Volkslehrer-Schriftenreihe, Heft 1), Jena, 1928.
  - Aus der Praxis des Wanderunterrichts. Schule und Alkoholfrage, Pommersche Landeshauptstelle gegen den Alkoholismus, Stettin, 1926. Die Schrift beruht auf einem von Riggert gehaltenen Vortrag.
- Neuhof, Volksblatt für Harburg und Umgebung, 8. Mai 1929. Der Artikel über den Hamburger Stadtteil Neuhof erschien in der SPD-Zeitung unter Riggerts Pseudonym Roamer.
- Friedrich-Ebert-Stiftung: Publikationen von Ernst Riggert:
  - Kommunistische Tarnorganisationen in der Bundesrepublik. Ihre Prinzipien und ihre Gefahr, in: Gewerkschaftliche Monatshefte (GMH), 10/1952.
  - Wie’s die Anderen machen: „Universitätsstudium ohne Abitur“, GMH, 11/1952.
  - Zur Lage in den deutschen Soldatenbünden, GMH, 1/1953.
  - Das Rote Kreuz zwischen Ost und West, GMH, 4/1953.
  - Bundesgrenzschutz, GMH, 5/1953.
  - „Auch du warst dabei!“ Bemerkungen zu einem neonazistischen Buch, GMH, 7/1953
  - Die Entwicklung der Kriegsgefangenenfrage, GMH, 1/1955.
  - Zur Geschichte des deutschen Widerstandes, GMH, 4/1955.
  - Ehemalige deutsche Besatzungspolizisten schreiben Widerstandsgeschichte, GMH, 10/1961 (Zum Nachlesen oder Downloaden).
- Artikel auf Zeit Online
  - Kopenhagener Reise, Die Zeit, 44/1946, 19. Dezember 1946.
  - Glanz und Elend des Generalstabes, Die Zeit, 42/1950, 19. Oktober 1950 (Buchrezension).
  - Der Wurm in der deutschen Eiche, Die Zeit, 24/1951, 14. Juni 1951. Unter der Rubrik VOR VIERZIG JAHREN wurde der Artikel kommentarlos noch einmal abgedruckt: Die Zeit, 25/1991, 14. Juni 1991.